# Hendrik XXXIII Reuß-Köstritz

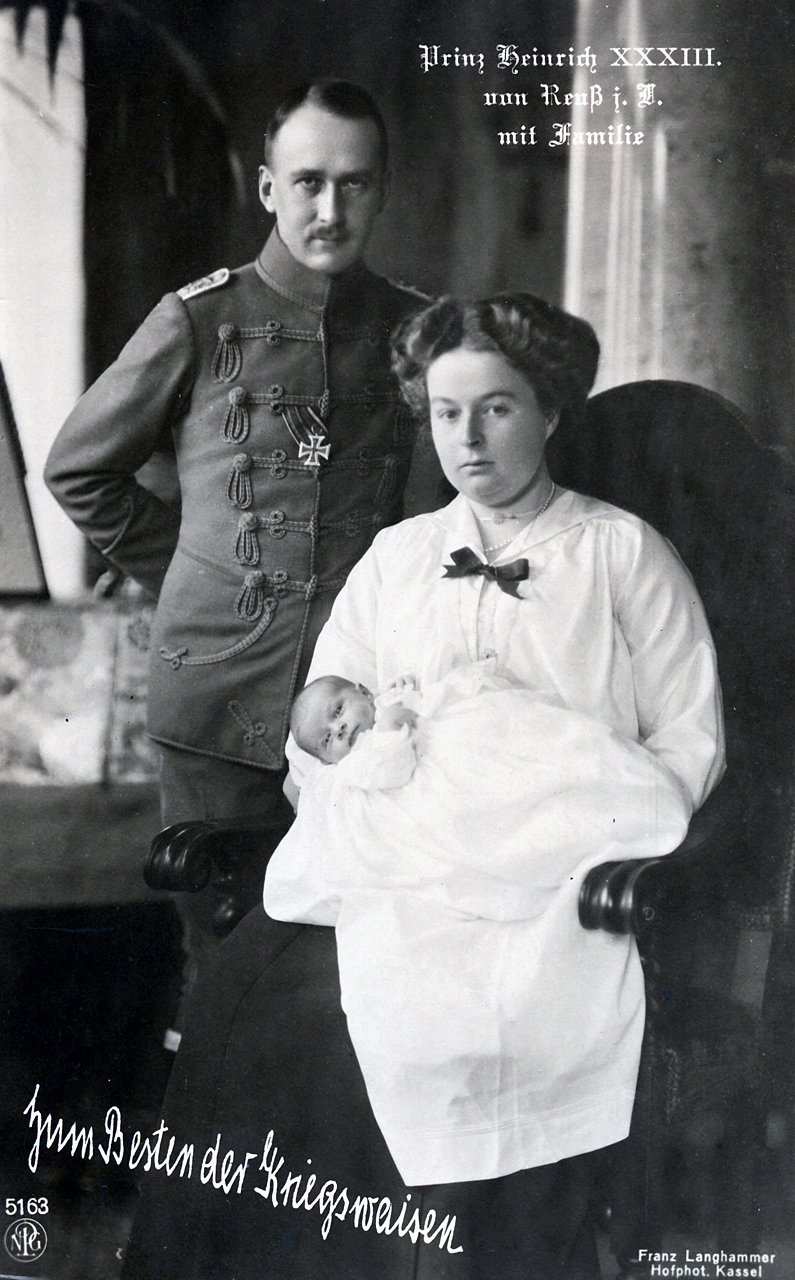
Prins Hendrik XXXIII Reuß-Köstritz met zijn vrouw prinses Victoria Margareta van Pruisen

Hendrik XXXIII (Henry) Reuß-Köstritz (Liesing, 26 juli 1879 — Stonsdorf, 15 november 1942) was de zoon van prins Hendrik VII van Reuss-Köstritz en zijn vrouw Marie Anna Alexandrine Sophie van Saksen-Weimar-Eisenach.

## Familie en eerste levensjaren
Prins Hendrik XXXIII Reuß-Köstritz was de zoon van Hendrik VII Reuß-Köstritz en Marie Anna Alexandrine Sophie van Saksen-Weimar-Eisenach. Via zijn moeder was hij in de lijn van troonopvolging van het Koninkrijk der Nederlanden, tot de geboorte van prinses Juliana, dochter van koningin Wilhelmina.
Hendrik studeerde medicijnen, en slaagde voor al zijn examens. Vervolgens ging hij in het leger en daarna in de diplomatieke dienst. Prins Hendrik was betrokken bij de arrestatie van twee Britse dokters, dr. Elliot en dr. Austin, die werden verdacht van spionage in België. Hendrik moest beslissen of ze echte dokters waren of niet en nam ze een examen medicijnen af. De twee werden vrijgesproken en de prins vertelde dat "deze twee dokters de beste en eerlijkste mannen waren die ik heb ontmoet".

## Nederlandse opvolging
Prins Hendrik XXXIII Reuß werd door sommigen gezien als de meest geschikte kandidaat om koningin Wilhelmina op te volgen in het geval dat die kinderloos zou overlijden. Tot 1909 werd hij wel gezien als troonopvolger, hoewel hij ook concurrentie had van de familie van Wied (prinses Marie van Wied was een dochter van prins Frederik der Nederlanden en was erg populair in Nederland). Prins Hendrik was de jongere zoon van Marie Anna Alexandrine Sophie van Saksen-Weimar-Eisenach en prins Hendrik VII Reuß-Köstritz. Hun oudste zoon werd niet door iedereen als een serieuze kandidaat gezien voor de Nederlandse troon, men vond hem lelijk en niet erg intelligent.
Prins Hendrik XXXII Reuß, die op dat moment ook eerste in lijn was om groothertog van Saksen-Weimar te worden, zou van zijn rechten op de Nederlandse troon af willen zien, ten gunste van zijn jongere broer Hendrik XXXIII.

## Huwelijk
Hij trouwde eerst met prinses Victoria Margareta van Pruisen, dochter van prins Frederik Leopold van Pruisen en prinses Louise van Sleeswijk-Holstein-Sonderburg-Augustenburg, op 17 mei 1913 in Potsdam. Het paar scheidde op 14 juli 1922. Uit dit huwelijk zijn twee kinderen voortgekomen:
- Prinses Marie Louise Reuß-Köstritz (9 januari 1915 - 17 juni 1985)
- Prins Hendrik II van Reuß-Köstritz (24 november 1916 - 24 december 1993)

Zijn tweede huwelijk was met Allene Tew (1872-1955), dochter van Charles Henry Tew en Janet Smith, op 10 april 1929 in Parijs. Op 31 oktober 1935 eindigde ook dit huwelijk in een echtscheiding.
Hij overleed op 15 november 1942, 63 jaar oud in Stonsdorf. 